# フランクリン・チャン＝ディアス
フランクリン・チャン＝ディアス（Franklin Ramon Chang-Diaz、1950年4月5日 - ）は、コスタリカ系アメリカ人の技術者、物理学者、アメリカ航空宇宙局の宇宙飛行士である。7度のスペースシャトルのミッションを経験し、ジェリー・L・ロスとともに最多宇宙飛行回数記録を持っている。宇宙を訪れた最初のヒスパニックである。

## 教育
チャン＝ディアスはコスタリカのサンホセで、どちらもコスタリカ生まれの中国系の父親とスペイン系の母親の間に生まれた。La Salle Schoolからアメリカ合衆国に転居し、アメリカ合衆国で高等学校を卒業した。1973年にコネチカット大学で機械工学の学位を取り、1977年にマサチューセッツ工科大学で応用プラズマ物理学の博士号を取った。大学院では核融合とプラズマによるロケット推進を研究した。

## NASAでの経歴
チャン＝ディアスは1980年にNASAの宇宙飛行士の候補に選定され、1986年のSTS-61-Cで初めて宇宙を訪れ、続いて1989年のSTS-34、1992年のSTS-46、1994年のSTS-60、1996年のSTS-75、1998年のSTS-91、2002年のSTS-111に搭乗した。STS-111のミッションでは、国際宇宙ステーションの組立てのためにフィリップ・ペリンとともに3度の宇宙遊泳を行った。1993年から2005年まではジョンソン宇宙センターのAdvanced Space Propulsion Laboratoryのディレクターを務めた。2005年にNASAを退職した。

## NASA以降の経歴
チャン＝ディアスはライス大学とヒューストン大学で非常勤教授を務めた。2009年12月まではカミンズの取締役を務めた。
彼は、宇宙船の推進のための比推力可変型プラズマ推進器(VASIMR)を発明し、現在は自身で興したAd Astraロケット社で開発を続けている。理論的には、このロケットを使うと火星まで39日で人間を運ぶことができる。
彼はコスタリカで複数の勲章を受け、コスタリカ議会からは名誉市民に認定されている。また、コスタリカ国立高等技術センター等、いくつかの組織が彼の名前にちなんで命名されている。
父親の姓と母親の姓を並べるラテンアメリカの命名法から、彼はフランクリン・チャンと呼ばれることが多い。
娘の1人であるソニア・チャン＝ディアスは、サフォーク郡選出のマサチューセッツ州議会議員である。